# Josep Galofre i Coma
Josep Galofre i Coma   (Barcelona, 1819 - Barcelona, 10 de gener de 1877) fou un pintor català.

## Biografia
Format a l'Escola de la Llotja de Barcelona, amplià estudis a Roma, on visqué molt de temps. Exponent destacat del Romanticisme, es mantingué però sempre orgullosament al marge dels grups centrals del món artístic del seu temps, per això la representació de la seva obra als museus oficials és escassa.
S'especialitzà en la pintura d'història i en el retrat. El més conegut va ser el que va fer a Roma del Papa Pius IX el 1847. Va fer per al rei de Sardenya una important composició sobre l'Entrada d'Alfons el Magnànim a Nàpols destinada al Palau Reial de Torí. Participà en les Exposicions nacionals de Madrid i París. El 1855 envià a l'Exposició Universal francesa un dels seus quadres més coneguts, Episodi de la presa de Granada. També participà en les exposicions nacionals de Madrid de 1858, amb Zoraida perfumandose en el baño de la ribera del Genil i un retrat, i el 1860, amb Desposorios del príncipe Adalberto de Baviera.
Radicat a l'òrbita de Madrid, on publicà el llibret El artista en Italia, fou també crític d'art i polemitzà amb Federico de Madrazo, defensant una postura acusadament antiacadèmica que irrità a molts. Habità el gran castell de Castilnuevo, prop de Sepúlveda, que adquirí i restaurà a fons.